# Mikan Jovanovic
Mikan Jovanovic (Servisch: Микан Јовановић) (Zajača, 20 oktober 1947) is een voormalig Joegoslavisch voetballer van Servische afkomst, die als profvoetballer uitkwam bij FC VVV.

## Jeugd
In zijn jonge jaren speelde Jovanovic in zijn geboorteplaats Zajača als spits in het eerste elftal bij de plaatselijke amateurclub. Vlak daarna volgde een transfer naar FK Loznica, waar hij ook weer als spits veelvuldig scoorde.

## Doorbraak
Op 23-jarige leeftijd volgde een transfer naar FK Novi Sad, een club die destijds uitkwam in de Joegoslavische Eerste Divisie. Na drie seizoenen topscorer van de club te zijn geweest kwam voetbalmakelaar Sacha Hrstić met het voorstel om naar het buitenland over te stappen. Deze zaakwaarnemer woonde in Rotterdam, en wist dat er een Nederlandse profclub interesse had in Jovanovic. Twee dagen voor Kerstmis in 1973 kwam hij samen met zijn vrouw en twee kinderen aan in Nederland. Op 23 december 1973 maakte hij zijn debuut namens FC VVV in een met 0-1 verloren thuiswedstrijd tegen Wageningen.

## Profcarrière
Jovanovic veroverde onder trainer Rob Baan vrij snel een plaats in het eerste elftal en veroverde de harten van de supporters. Hij had zijn populariteit te danken aan zijn ongelofelijke werklust in combinatie met een perfect kopbalspel. Op 13 juni 1976 maakte hij het beslissende tweede doelpunt tegen Wageningen waardoor VVV naar de Eredivisie promoveerde. 
In 1980 stopte hij als profvoetballer en speelde nog enkele jaren bij de Venlose amateurclub FCV, samen met een andere VVV-coryfee, Piet Pala.

### Statistieken
| Seizoen         | Club            | Competitie      | Competitie | Competitie | Beker | Beker | Overige | Overige | Totaal | Totaal |
| Seizoen         | Club            | Competitie      | Wed.       | Dlp.       | Wed.  | Dlp.  | Wed.    | Dlp.    | Wed.   | Dlp.   |
| --------------- | --------------- | --------------- | ---------- | ---------- | ----- | ----- | ------- | ------- | ------ | ------ |
| 1973/74         | FC VVV          | Eerste divisie  | 21         | 6          | 0     | 0     | —       | —       | 21     | 6      |
| 1974/75         | FC VVV          | Eerste divisie  | 32         | 13         | 2     | 4     | —       | —       | 34     | 17     |
| 1975/76         | FC VVV          | Eerste divisie  | 34         | 8          | 2     | 1     | 3       | 2       | 39     | 11     |
| 1976/77         | FC VVV          | Eredivisie      | 27         | 5          | 1     | 0     | —       | —       | 28     | 5      |
| 1977/78         | FC VVV          | Eredivisie      | 27         | 4          | 1     | 0     | 6       | 1       | 34     | 5      |
| 1978/79         | FC VVV          | Eredivisie      | 17         | 1          | 1     | 0     | —       | —       | 18     | 1      |
| 1979/80         | FC VVV          | Eerste divisie  | 25         | 4          | 1     | 0     | —       | —       | 26     | 4      |
| Carrière totaal | Carrière totaal | Carrière totaal | 183        | 41         | 8     | 5     | 9       | 3       | 200    | 49     |

## Leven na het voetbal
Hoewel Jovanovic in Joegoslavië (het huidige Servië) is geboren, voelt hij zich Nederlander. Hij heeft zich dan ook al tijdens zijn voetbalcarrière laten naturaliseren tot Nederlander. Na zijn voetbalcarrière opende hij in de Venlose binnenstad het Joegoslavisch restaurant Belgrado. Dit restaurant bleef hij exploiteren tot 1999. Daarna begon hij een Mexicaans restaurant in het naburige Duitse plaatsje Straelen.